# Вайлате
Вайлате (итал. Vailate) — коммуна в Италии, располагается в регионе Ломбардия, подчиняется административному центру Кремона.
Население составляет 3837 человек, плотность населения составляет 426 чел./км². Занимает площадь 9 км². Почтовый индекс — 26019. Телефонный код — 036.
Покровителями коммуны почитаются святые апостолы Пётр и Павел, празднование в последнее воскресение июня.